# 5246 Migliorini
5246 Migliorini (1979 OB) là một tiểu hành tinh bay qua Sao Hỏa được phát hiện ngày 26 tháng 7 năm 1979 bởi E. Bowell ở trạm Anderson Mesa thuộc Đài thiên văn Lowell.